# Villanueva de las Manzanas (kommunhuvudort)
Villanueva de las Manzanas är en kommunhuvudort i Spanien.   Den ligger i provinsen Provincia de León och regionen Kastilien och Leon, i den norra delen av landet, 270 km nordväst om huvudstaden Madrid. Villanueva de las Manzanas ligger 780 meter över havet och antalet invånare är 556.
Terrängen runt Villanueva de las Manzanas är platt. Runt Villanueva de las Manzanas är det glesbefolkat, med 9 invånare per kvadratkilometer. Närmaste större samhälle är León, 15,9 km nordväst om Villanueva de las Manzanas. Trakten runt Villanueva de las Manzanas består till största delen av jordbruksmark.